# Žerděvka
Žerděvka (rusky Жердевка) je město v Tambovské oblasti v Ruské federaci. Při sčítání lidu v roce 2010 měla přes patnáct tisíc obyvatel.

## Poloha a doprava
Žerděvka leží v Ocko-donské nížině na pravém břehu Savaly, pravého přítoku Chopjoru v povodí Donu. Od Tambova, správního střediska oblasti, je vzdálena přibližně 130 kilometrů jižně.
Přes město prochází železniční trať z Moskvy přes Grjazi do Volgogradu.

## Dějiny
Vesnice Žerděvka, pojmenovaná podle svého prvního osadníka F.T. Žerděva, vznikla v roce 1745, ale ležela zhruba osm kilometrů od současného města. V roce 1869 byla na místě dnešního města uvedena do provozu železniční stanice Burnak na vznikající trati z Grjazi do Caricynu. V její blízkosti vznikla obec Čibizovka.  Stanice byla v roce 1905 přejmenována na Žerděvku a v roce 1954 byla obě sídla sloučena do města s jménem Žerděvka.